# Ubinskij rajon
L'Ubinskij rajon è un rajon (distretto) dell'oblast' di Novosibirsk, nella Russia siberiana sudoccidentale. Il capoluogo è la cittadina di Ubinskoe.